# Chrysovalantis Theouli
Chrysovalantis Theouli (Grieks: Χρυσοβαλάντης Θεούλη; Kyrenia, 16 mei 1989) is een Cypriotisch voetbalscheidsrechter. Hij is in dienst van FIFA en UEFA sinds 2021. Ook leidt hij sinds 2018 wedstrijden in de A Divizion.
Op 28 september 2018 leidde Theouli zijn eerste wedstrijd in de Cypriotische nationale competitie. Tijdens het duel tussen Apollon Limasol en Enosis Neon Paralimni (5–0) trok de leidsman driemaal de gele kaart. In Europees verband debuteerde hij op 28 juli 2022 tijdens een wedstrijd tussen Kisvárda en Kairat Almaty in de tweede voorronde van de UEFA Europa Conference League; het eindigde in 1–0 en Theouli trok driemaal een gele kaart. Zijn eerste interland floot hij op 17 november 2022, toen Portugal met 4–0 won van Nigeria door twee doelpunten van Bruno Fernandes en treffers van Gonçalo Ramos en João Mário. Tijdens deze wedstrijd toonde Theouli aan Ricardo Horta en Peter Etebo een gele kaart.

## Interlands
| Datum            | Plaats             | Wedstrijd                      | Uitslag | Competitie           | Kreeg geel | Kreeg voor de tweede keer geel en dus rood | Weggestuurd |
| ---------------- | ------------------ | ------------------------------ | ------- | -------------------- | ---------- | ------------------------------------------ | ----------- |
| 17 november 2022 | Lissabon, Portugal | Portugal – Nigeria             | 4 – 0   | Vriendschappelijk    | 2          | 0                                          | 0           |
| 20 november 2022 | Attard, Malta      | Malta – Ierland                | 0 – 1   | Vriendschappelijk    | 3          | 0                                          | 0           |
| 20 juni 2023     | Tórshavn, Faeröer  | Faeröer – Albanië              | 1 – 3   | EK 2024 kwalificatie | 1          | 0                                          | 0           |
| 9 juni 2024      | Empoli, Italië     | Italië – Bosnië en Herzegovina | 1 – 0   | Vriendschappelijk    | 1          | 0                                          | 0           |

Laatst bijgewerkt op 28 juni 2024.